# Jean-Michel Fontaine
Jean-Michel Fontaine (ur. 28 sierpnia 1988 w Saint-Pierre) – francuski i reunioński piłkarz, grający na pozycji napastnika.

## Kariera piłkarska

### Kariera klubowa
W 2006 rozpoczął karierę piłkarską w klubie USS Tamponnaise. W 2012 bronił barw JS Saint-Pierroise. W następnym roku przeniósł się do angielskiego Fleetwood Town F.C. Po pół roku powrócił do JS Saint-Pierroise. Na początku 2014 przeszedł do AS Excelsior.

### Kariera reprezentacyjna
W 2007 debiutował w narodowej reprezentacji Reunionu. Łącznie rozegrał 15 meczów i strzelił 9 goli.

## Nagrody i odznaczenia

### Sukcesy klubowe
- mistrz Reunionu: 2006, 2007, 2009, 2010
- zdobywca Pucharu Reunionu: 2009, 2014
- zdobywca Pucharu Mistrzów Oceanu Indyjskiego: 2011

### Sukcesy reprezentacyjne
- mistrz Igrzysk Oceanu Indyjskiego: 2007
- zdobywca Coupe de l'Outre-Mer: 2008, 2012